# Champion of Champions
Champions of Champions är en professionell inbjudningsturnering i snooker som spelas i november i England. Turneringen spelades första gångerna 1978 och 1980 men återupptogs därefter först 2013.
1978 bjöds fyra spelare in: världsmästaren och vinnarna av UK Championship, Masters och Pot Black. 1980 spelades turneringen mellan tio spelare uppdelade i två grupper där segrarna möttes i en final. Sedan 2013 är regerande mästaren, alla vinnarna av rankingturneringarna samt vinnarna av större inbjudningsturneringar inbjudna. 

## Vinnare
| År   | Vinnare           | Motståndare       | Resultat | Säsong  |
| ---- | ----------------- | ----------------- | -------- | ------- |
| 1978 | Ray Reardon       | Alex Higgins      | 11 – 9   | 1978/79 |
| 1980 | Doug Mountjoy     | John Virgo        | 10 – 8   | 1980/81 |
| 2013 | Ronnie O'Sullivan | Stuart Bingham    | 10 – 8   | 2013/14 |
| 2014 | Ronnie O'Sullivan | Judd Trump        | 10 – 7   | 2014/15 |
| 2015 | Neil Robertson    | Mark Allen        | 10 – 5   | 2015/16 |
| 2016 | John Higgins      | Ronnie O'Sullivan | 10 – 7   | 2016/17 |
| 2017 | Shaun Murphy      | Ronnie O'Sullivan | 10 – 8   | 2017/18 |
| 2018 | Ronnie O'Sullivan | Kyren Wilson      | 10 – 9   | 2018/19 |
| 2019 | Neil Robertson    | Judd Trump        | 10 – 9   | 2019/20 |
| 2020 | Mark Allen        | Neil Robertson    | 10 – 6   | 2020/21 |
| 2021 | Judd Trump        | John Higgins      | 10 – 4   | 2021/22 |
| 2022 | Ronnie O'Sullivan | Judd Trump        | 10 – 6   | 2022/23 |
| 2023 | Mark Allen        | Judd Trump        | 10 – 3   | 2023/24 |